# Mistrzostwa Świata IFSA Strongman
Mistrzostwa Świata IFSA Strongman – (IFSA Strongman World Championships) doroczne, indywidualne mistrzostwa świata siłaczy federacji IFSA. Mistrzostwa były rozgrywane trzykrotnie, w latach 2005, 2006 i 2007.

## Reguły
Zawody te były konkurencją rozgrywanych od 1977 r. Mistrzostw Świata Strongman i odbywały się równolegle i niezależnie. Zawodnicy nie mieli prawa do udziału w obu imprezach jednocześnie. Do udziału w mistrzostwach zapraszani byli najlepsi zawodnicy z różnych zawodów krajowych.
W Mistrzostwach Świata Strongman 2009 powrócono do formuły jednych mistrzostw świata dla wszystkich zawodników.
Mistrzostwa przebiegały w dwóch etapach.
Etap pierwszy: kwalifikacje.

Zawodnicy zostali podzieleni na kilka grup kwalifikacyjnych. Z każdej z grup, po serii konkurencji, wyłonieni zostali najlepsi zawodnicy, którzy zakwalifikowali się do finału.

Etap drugi: finał.

Wyłaniana jest grupa ostatecznych zwycięzców, najsilniejszych w świecie ludzi federacji IFSA.

## Mistrzowie Świata IFSA Strongman
| Rok  | Zawodnik          | Kraj    | Miejsce zawodów           |
| ---- | ----------------- | ------- | ------------------------- |
| 2005 | Žydrūnas Savickas | Litwa   | Quebec, Kanada            |
| 2006 | Žydrūnas Savickas | Litwa   | Reykjavík, Islandia       |
| 2007 | Wasyl Wirastiuk   | Ukraina | Geumsan, Korea Południowa |

## Polacy w finałach Mistrzostw Świata IFSA Strongman
| Rok  | Zawodnik           | Miejsce |
| ---- | ------------------ | ------- |
| 2005 | Robert Szczepański | 9.      |
| 2006 | Robert Szczepański | 6.      |
| 2007 | Robert Szczepański | 7.      |